# مؤسسه فناوری دیجی‌پن
مؤسسه فناوری دیجی‌پن (به انگلیسی: DigiPen Institute of Technology) یک دانشگاه خصوصی و انتفاعی در ردموند، واشینگتن است که در سنگاپور و بیلبائو اسپانیا نیز پردیس دارد. دیجی‌پن مدرک‌های کارشناسی و کارشناسی ارشد را در علوم کامپیوتر، انیمیشن، توسعه بازی‌های ویدیویی، طراحی بازی، طراحی صدا و مهندسی کامپیوتر ارائه می‌دهد.
همچنین دیجی‌پن برنامه‌های تابستانی را برای دانش آموزان کلاس K-12، دوره‌های آنلاین و دوره‌های دبیرستان یک ساله ارائه می‌دهد.

## تاریخچه
در سال ۱۹۸۸، دیجی‌پن توسط Claude Comair در ونکوور، بریتیش کلمبیا، کانادا به عنوان یک مؤسسه تحقیق و توسعه علوم کامپیوتر و انیمیشن تأسیس شد.
در سال ۱۹۹۰، دیجی‌پن شروع به ارائه اولین مدرک آموزشی اختصاصی خود در موضوع انیمیشن کامپیوتری سه بعدی از طریق مدرسه فیلم ونکوور کرد.
در سال ۱۹۹۰، دیجی‌پن شروع به ارائه مدرک انیمیشن سه بعدی و شروع به همکاری با نینتندو آمریکا برای ایجاد یک مدرک جهت برنامه‌نویسی بازی‌های ویدیویی کرد.  با پشتیبانی نینتندو، دیجی‌پن اولین کلاس دانشجویان برنامه‌نویسی بازی‌های ویدیویی را در سال ۱۹۹۴ پذیرفت.
در سال ۲۰۰۸، مؤسسه فناوری دیجی‌پن همراه با هیئت توسعه اقتصادی سنگاپور دانشگاه خود را در سنگاپور افتتاح کرد.
در سال ۲۰۱۰، دیجی‌پن دانشگاه اصلی خود را به مکانی مستقل، در ردموند، واشینگتن منتقل کرد. مؤسسه فناوری دیجی‌پن سنگاپور به دانشگاه دولتی مؤسسه فناوری سنگاپور پیوست.